# Шупковац
Шупковац (алб. Shupkovc, Shupkovë) је насеље у општини Косовска Митровица, Косово и Метохија, Република Србија.

## Положај села
Село је непосредно уз Косовску Митровицу, у долини Трепчанско – Старотршке реке, више њеног ушћа у Ситницу. Село састављају махале. Одстојање међу махалама је 100–200 метара.

## Порекло становништва
Око 1750. започело је насељавање више кућа Албанаца из скадарске Малесије.
Колонист
- Ћук (1 кућа, Св. Никола). Доселио се из Зрмање у Лици и настанио се 1913. године на купљеном земљишту.

## Становништво
| Демографија | Демографија | Демографија |
| Година      | Становника  | Становника  |
| ----------- | ----------- | ----------- |
| 1948.       | 459         |             |
| 1953.       | 505         |             |
| 1961.       | 748         |             |
| 1971.       | 1.105       |             |
| 1981.       | 1.505       |             |
| 1991.       | 1.797       |             |